# Dhritaka
Cet article concerne le 5e patriarche indien. Pour le 5e patriarche du chán au VIIe siècle en Chine, voir Hongren.
Dhritaka (ou Dhitika ;
en sanskrit : Dhṛṭaka ;
en chinois : 提多迦 ; pinyin : Tíduōjiā ; ou 地底迦, Dìdǐjiā ;
en japonais : Daitaka)
est un moine indien considéré par la tradition du bouddhisme zen comme son cinquième patriarche.

## Biographie
Le cinquième patriarche est né au Magadha.
Il succède à son maître Upagupta qui est lui-même le successeur de Mahakashyapa, Ananda et Shanavasa, chacun d'eux ayant tenu ce rôle pendant une vingtaine d'années. Dhritaka aurait ainsi été actif de 80 à cent ans après la disparition du Bouddha.
Il convertit Micchaka et ses nombreux disciples lors de son passage à Madhyadeśa[réf. souhaitée]. 